# Santa Maria de la Penya
Santa Maria de la Penya es un santuari marià del municipi de Graus, província d’Osca, en la zona de l’antic comtat de Ribagorça. Es troba a l'oest de la vila, als vessants de la penya del Morral, anteriorment coronada pel castell de Graus. El 1975 va ser declarat be d'interes cultural.
A les sales superiors de l'edifici central es troba el museu d'icones de Graus, amb reproduccions d'imatges de les diferents escoles i tradicions iconogràfiques de Rússia, Creta, Xipre, Grècia i Roma.

## Història
En una cavitat de la penya es va edificar cap el 1200 una capella dedicada a Santa Maria, subsistent en part sota el paviment de l'església actual. Aquesta es començà a edificar al voltant de l'any 1640 pel mestre Joan Zeant i després per Joan de Marta. La construcció va finalitzar el 1650 i fou l’ànima de l’obra el bisbe d’Osca, Esteve d’Esmir, que, el 1654, fou enterrat al santuari. El 1936 foren destruïts els retaules i molta decoració. El 1975 va ser declarat be d'interes cultural.

## Descripció
És un conjunt arquitectònic format per una església, una capella, un pati amb galeria coberta al lateral que mira a poble, diverses cases i un hospital, construït al segle XVI. L'església té una única nau de dos trams coberts amb voltes de tercelets i una capçalera plana sobre la qual s'aixeca una torre poligonal rematada en cuculla, amb voltes de nerviacions i rosasses. La capella de Sant Joan del Laterà, al mur esquerre del pòrtic, està decorada amb gust plateresc, de planta rectangular i coberta per volta estavellada.
Sota l'església hi ha una galeria de dos cossos amb arcs de mig punt amb columnes estriades i amb espiral que donen accés al pati on hi ha l'església. Darrere d'aquesta es troben les dependències del santuari.